# Карташевская, Надежда Тимофеевна
Наде́жда Тимофе́евна Акса́кова, в замужестве Карташе́вская (1793—1887) — младшая сестра писателя Сергея Тимофеевича Аксакова, выведенная в ряде его произведений, включая «Детские годы Багрова-внука» и неоконченную повесть «Наташа» (1859); нежные чувства к ней писатель пронес через всю свою жизнь.
В 1817 году Надежда Аксакова вышла замуж за Григория Ивановича Карташевского, преподавателя математики Казанского университета. О нём упоминает Аксаков в своей книге «Воспоминания» (1856). В качестве приданого получила имение Пёстровка в Уфимской губернии.
В 1841 году Карташевская стала владелицей имения Руново недалеко от Петербурга. По фамилии Карташевской позднее назван посёлок и железнодорожная станция в нынешнем Гатчинском районе Ленинградской области: Карташевская. В 1842 году она купила также мызу Кобрино, когда-то принадлежавшую А. П. Ганнибалу.
Матриарх и живой носитель фамильных преданий, Надежда Тимофеевна занимает одно из центральных мест в огромном эпистолярном наследии семейства Аксаковых. Последние годы жила в Петербурге в собственном доме по ул. Малой Московской, д. 4.
Скончалась в возрасте 94 лет. Надгробие на Тихвинском кладбище Александро-Невской лавры утрачено в советское время. В браке имела пятерых сыновей и трёх дочерей, из них:
- Мария Григорьевна (1818—1906)
- Николай Григорьевич (1820—1889), генерал-лейтенант.
- Владимир Григорьевич (15.09.1821[3]— ?), крещен 30 сентября 1821 года в Симеоновской церкви при восприемстве князя А. Н. Голицына и тетки С. Т. Аксаковой; надворный советник.
- Юлия Григорьевна (1823—1895)
- Надежда Григорьевна (20.11.1828—1890), крещена 29 ноября 1828 года в Исаакиевском соборе[4], замужем за Александром Николаевичем Марковичем (1830—1907).